# Seconde bataille de Brega
Guerre civile libyenne
Batailles
- 1re Benghazi
- El Beïda
- Derna
- 1re Tripoli
- Misrata
- 1re Zaouïa
- Djebel Nefoussa (1re Dehiba
- 2e Dehiba
- Gharyan)
- 1re Brega
- 1re Ras Lanouf
- 1re Ben Jawad
- 2e Ras Lanouf
- 2e Brega
- 1re Ajdabiya
- 2e Benghazi
- 2e Ajdabiya
- 1re golfe de Syrte
- 3e Brega
- Al Jawf
- Front de Misrata (Zliten
- Tawarga
- 2e Zaouïa
- 4e Brega
- Fezzan
- Birak)
- 5e Brega
- 3e Zaouïa
- 2e Tripoli
- 2e Sebha
- 2e golfe de Syrte (Syrte)
- Offensive de Bani Walid (Tarhounah - Bani Walid)

- Intervention militaire de l’OTAN
- Opération Ellamy (Royaume-Uni)
- Opération Harmattan (France)
- Opération Odyssey Dawn (États-Unis)
- Opération Mobile (Canada)

La seconde bataille de Brega est une bataille qui eut lieu du 13 au 15 mars 2011 dans la ville de Marsa El Brega au cours de laquelle les forces fidèles à Mouammar Kadhafi ont repris la ville de Marsa El Brega. Plus de 10 jours avant que cette bataille n'ait eu lieu, les rebelles avaient capturé la ville lors de la première bataille de Brega le 2 mars 2011.

## Déroulement
Le 13 mars, les forces loyalistes reprennent Brega après de violents affrontements, mais les combats se poursuivent pendant toute la nuit, les rebelles contrôlant encore certaines parties de la ville. Après des combats intenses entre les troupes loyalistes et les rebelles, les troupes loyalistes se retirent de l'aéroport de Brega. Toutefois, à peine une heure plus tard, les forces loyalistes avaient repoussé les troupes rebelles qui tentait de contre-attaquer.
Le matin du 14 mars, les forces rebelles contrôlaient la banlieue de la ville tandis que les forces loyalistes contrôlaient les installations pétrolières.
Le 15 mars, les rebelles abandonnent Brega et se replient vers Ajdabiya. Celle-ci a été ciblée par l'artillerie loyaliste, quelques heures plus tard.